# 2-アミノイソ酪酸
2-アミノイソ酪酸(2-Aminoisobutyric acid, AIB)または2-メチルアラニン(2-methylalanine)は、構造式H2N-C(CH3)2-COOHのタンパク質を構成しないアミノ酸の1つである。天然では珍しく、アラメチシンやランチビオティック等の菌類起源の抗生物質に見られるだけである。

## 人工合成
実験室では、アセトンシアノヒドリンとアンモニアを反応させた後、加水分解することで作る。産業スケールでは、メタクリル酸を選択的ヒドロアミノ化することで作る。

## 生物学的活性
AIBは、タンパク質を構成するアミノ酸ではなく、天然では比較的珍しい。ペプチド中では、ヘリックスを強く誘導する。AIBのオリゴマーは、310ヘリックスを形成する。3-アミノイソ酪酸(β-aminoisobutyric acid, BAIBA)は、2014年に骨格筋の通常代謝物として発見された。ヒト血漿中の濃度は、運動することで増加する。恐らくミトコンドリア活性の増加により生産され、PGC-1αを過剰発現したマウスの筋肉でも観察される。BAIBAは、褐色脂肪を誘導できるため、代謝異常に対する保護因子であると提案されている
。

## リボソームによるペプチドへの取り込み
ペプチド合成でのリボソーム伸長にAIBが代替利用されることが確認されたとの報告がいくつかある。菅裕明らはフレキシザイムを用いて、アミノアシル化AIB-tRNAの翻訳伸長因子Pへの親和性を高めるためにtRNA部分のエンジニアリングを行った。その結果、無細胞翻訳系の中で、ペプチドへのAIBの取込が増加した。Iqbalらは、アミノアシル化AIB-tRNAValを合成するために、編集欠損のバリンtRNAリガーゼを作製するアプローチを用いた。その後、アミノアシル化tRNAは、無細胞翻訳系でAIBを含むペプチドを合成した。